# Komplexy přechodných kovů s fosfinimidy

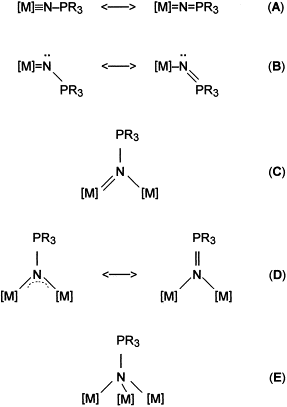
Možné způsoby navázání fosfinimidových ligandů: můstkový lineární (A), můstkový ohnutý (B), μ^{2}-N-můstkový – nesymetrický (C) nebo symetrický (D), a μ^{3}-N-můstkový (E)

Komplexy přechodných kovů s fosfinimidy jsou komplexní sloučeniny obsahující fosfinimidové ligandy, obecný vzorec je NPR3− (R = organický substituent). Jsou známy komplexy s koncovými i můstkovými fosfinimidy. U koncových je jádro tvořené M-N=P většinou lineární, ale v některých případech bývá ohnuté. Převažující způsob koordinace se mění s oxidačním číslem, s dalšími ligandy navázanými na kov, a také v závislosti na sterických a elektronových vlastnostech R skupin na fosforu.
Fosfinimidové komplexy jsou známy od velkého počtu přechodných kovů, byly ale připraveny i u kovů hlavní skupiny.

## Komplexy Ti, Zr, V, Ta
Fosfinimidové komplexy Ti, Zr, V nebo Ta lze připravit dvěma způsoby. Nejčastěji se používají eliminační reakce:
R3PNLi + LnMCl → R3PN-MLn + LiCl
Silně elektrofilní chloridy kovů je vhodné nahradit příslušnými silylovými sloučeninami, protože se vytváří těkavý trimethylsilylchlorid:
R3PNSiMe3 + LnMCl → R3PN-MLn + ClSiMe3
Tímto způsobem se připravuje například CpTi(NPR3)Cl2.

## Katalýza polymerace ethenu
Fosfinimidové ligandy mohou být využity jako součásti katalyzátorů polymerizace ethenu. V rámci homogenních katalyzátorů jde především o metalocenové katalyzátory inspirované Kaminského katalyzátorem, objeveným v roce 1976.
Fosfinimidové ligandy byly původně navržené jako katalyzátory výroby polyethylenu, protože mají podobné sterické a elektronové vlastnosti jako metalocenové katalyzátory.
Ve většině případů jsou srovnatelné také sterické a elektronové vlastnosti fosfinimidových a cyklopentadienylových ligandů.
Skupiny t-Bu3PN− navázané na kovy mají Tolmanovy úhly 87°, zatímco u cyklopentadienylových ligandů jde o 83°. Oproti Cp se objemné substituenty fosfinimidů nacházejí dále od atomů kovů, což usnadňuje přístup substrátů ke kovovým centrům; stericky méně zatížené kovy jsou ovšem náchylnější k deaktivacím.
Prekatalyzátory se připravují alkylacemi a arylacemi fosfinimidů s použitím alkyllithných nebo Grignardových činidel, čímž vznikají sloučeniny, jako je CpTi(NPR3)Me2. Komplexy zirkonia typu (R3PN)2ZrCl2 lze alkylovat a arylovat jednoduchými substitucemi. Tyto organotitanové a organozirkoniové komplexy se aktivují reakcemi s methylaluminoxanem a B(C6F5)3 jako kokatalyzátorem, kdy se polymerizace spouští odštěpením methylových skupin. Fosfinimidový katalyzátor by měl být homogenní. Reaktivita je podobná jako při katalýze Zieglerovými-Nattovými katalyzátory. Průběh katalýzy je také podobný jako u metalocenů, reakcí se totiž převážně účastní kovová centra.